# パンジシール渓谷
パンジシール渓谷（パシュトゥー語/ダリー語「درهٔ پنجشير - タジク語: Дараи Панҷшер – Dare-ye Panjšēr 」直訳：5頭の獅子の谷）は、アフガニスタン北東部にある渓谷。カーブル北150キロメートルに位置し、近くにはヒンドゥークシュ山脈がある。パンジシール川で分断されている渓谷の総人口は約15万～20万人で、人口の27%がアフガニスタン国内の少数民族のタジク人である。2004年4月、これまで属していたパルヴァーン州から新たに出来たパンジシール州の中心となった。

## 歴史

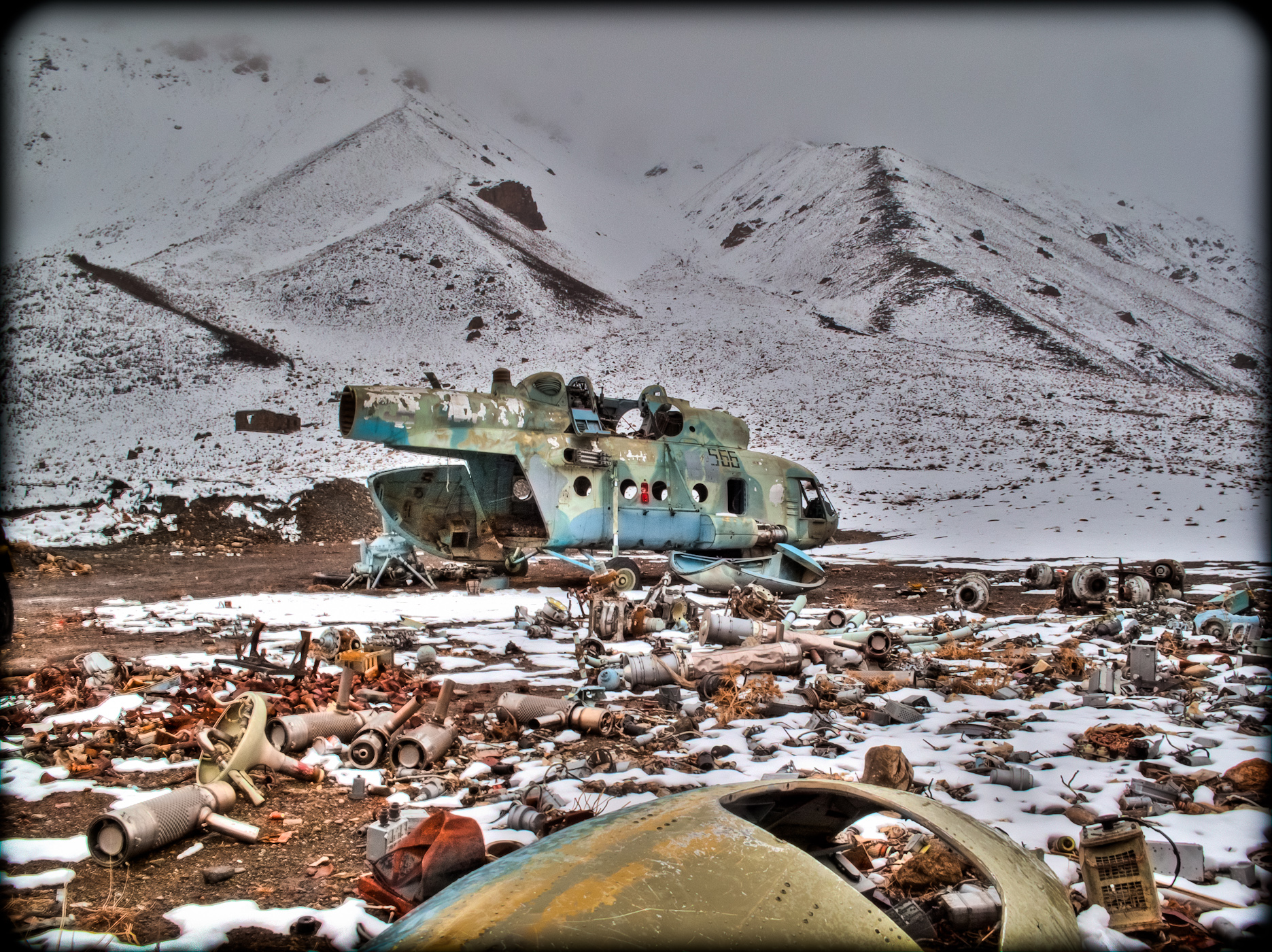
パンジシールにある墜落したソ連のヘリコプターの残骸（2011年）

1980年から1985年にかけてのアフガニスタン紛争中に、ソビエト連邦がムジャーヒディーン相手に戦ったパンジシール攻勢の舞台となり、現地のムジャーヒディーン司令官で「パンジシールの獅子」と呼ばれたアフマド・シャー・マスードは渓谷の防衛に成功した。
1996年から2001年の内戦中に、ターリバーンとマスード指揮下の北部同盟間で新たな戦闘がこの渓谷で起きたが、北部同盟はターリバーンによる攻撃から渓谷を再び守り抜いた。パンジシール渓谷はISAFの支援を受けた政府の時代には、アフガニスタンで最も安全な地域の1つと考えられてきたが、2021年8月下旬、軍事指導者はこの渓谷をアフガニスタンにおけるターリバーンへの抵抗の砦にしようとした。ターリバーンは、2021年8月22日に数百人の戦闘員が渓谷に向かっていると発表した。
アンララ・サレー元副大統領と、かつての反ソ連ムジャーヒディーン司令官アフマド・シャー・マスードの息子アフマド・マスードは1980年代と1990年代にソ連軍とターリバーン勢力の両方を撃退したパンジシールからターリバーンに抵抗することを誓っている。同盟は旧軍、特殊部隊、警察などが中心となって8月22日に「アフガニスタン北東部の地区を奪還する」と主張している。バイデン政権は、アフマド・マスードがワシントンポスト紙に寄稿した反ターリバーン軍への物資補給支援の訴えに公に答えていない。2021年8月25日、近くのパルワン市チャリカールの民族抵抗戦線（NRF）の代表団がターリバーンの代表団と会談していたことが明らかになり、この時点でターリバーンは「パンジシール渓谷へのルートの遮断を1日後か最大2日後に解除した」という。2021年9月6日、ターリバーンのザビフラ・ムジャヒド報道官はターリバーンがパンジシール渓谷を完全掌握したと発表した。「完全掌握」発表後にもNRFの戦闘員は依然としてパンジシール渓谷に存在していることが確認されているものの、ターリバーンとの戦闘でNRF広報担当者のファヒーム・ダシュティとNRF司令官のアブドゥル・ウドット・ザラが死亡した。2021年9月9日、NRFのアリ・マイサム・ナザリ報道担当は、ターリバーンがパンジシール州を完全掌握したとの報道を否定し、同州の60％から65%が依然としてNRFの支配下にあると述べた。9月11日にイランのタスニム通信局の記者が渓谷を訪れた際に、ターリバーンの戦闘員だけでなく、現地に駐留する地元のNRF戦闘員にもインタビューを行えたことでターリバーンが完全に渓谷を支配しているという主張に更に反論の余地が生まれることになった。タリバーンが渓谷は落ち着いていると主張しているにもかかわらず、タスニム通信はまた、一部の地元住民が将来の軍事衝突を予想して逃げていると報じた。2021年9月21日に公開されたインタビューで、アフマド・ワリ・マスードはTRTワールドジャーナリストのサミュエル・ラマニに対し、レジスタンスは依然として渓谷の大部分を支配していると述べ、彼はターリバーンを「リーダー不在」と表現し、その支配力は見かけよりも弱いと述べた。
2022年9月13日、ターリバーンは渓谷内で民族抵抗戦線と交戦したことを発表した。

## 経済と天然資源

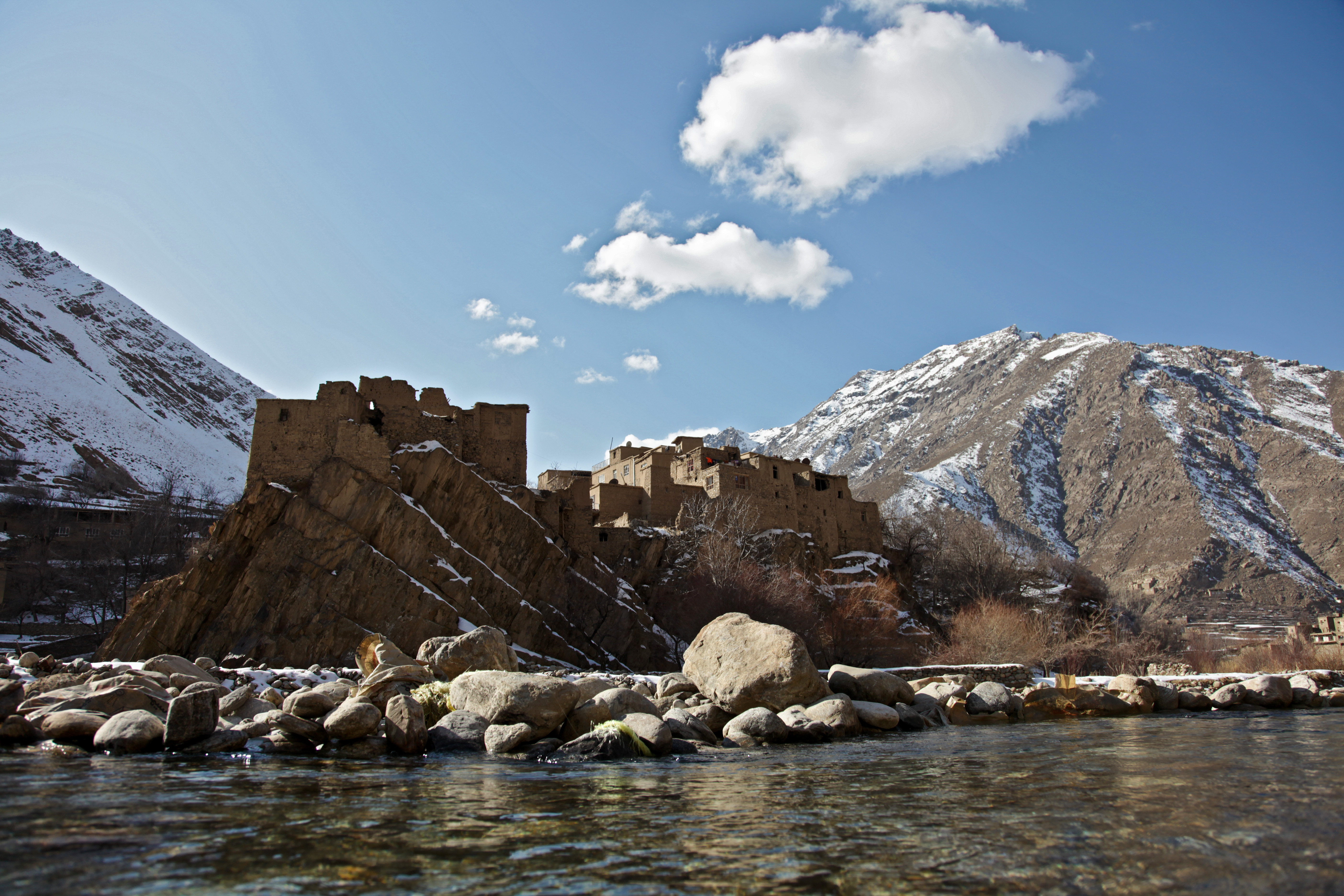
パンジシール川を前にした渓谷の建物

パンジシール渓谷はエメラルド採掘の一大拠点となる可能性を秘めており、1世紀に長老プリニウスがこの地域の宝石について論評している。中世のパンジシールは、銀の採掘で有名で、サッファール朝やサーマーン朝はパンジシールで自国のコインを鋳造していた。1985年時点で、パンジシールでは190カラット (38 g) を超えるエメラルドが発見され、その品質はコロンビアのムソ鉱山の最高級の結晶に匹敵すると報告されている。アメリカのアフガニスタン復興努力をきっかけに、近代的な道路が整備され、渓谷の住民がアフガニスタンの首都カーブルからの電波信号を受信可能にする新しい電波塔が建設されるなど渓谷で開発ブームが起きている。
2008年4月にパンジシール渓谷に10基のタービン風力発電所が建設された。